# Alain-Michel Bernhard
Alain-Michel Bernhard – francuski kierowca wyścigowy.

## Kariera
Bernhard rozpoczął karierę w międzynarodowych wyścigach samochodowych w 1977 roku od startów w World Challenge for Endurance Drivers, gdzie jednak nie zdobywał punktów. W tym samym uplasował się na ósmej pozycji w klasie GT 24-godzinnego wyścigu Le Mans. W kolejnych trzech latach stawał na drugim stopniu podium 24-godzinnego wyścigu Le Mans w klasach GT 3.0, GT +3.0 i GT.